# Шорин, Дмитрий Александрович
Дмитрий Александрович Шорин (28 апреля 1971, Новосибирск) — художник и скульптор.

## Образование
Дмитрий Шорин учился на художественно-графическом факультете Педагогического института имени Горького в Омске (1987—1988), в Академии бытового обслуживания Омска по специальности художник-проектировщик костюма (1988—1990). 
В 1990 году он переехал в Ленинград и окончил образование в Академии бытового обслуживания Санкт-Петербурга по той же специальности (1990—1992).

## Творческая деятельность
В 1993 году Шорин вступил в Товарищество художников «Свободная культура», занимавшее пространство Арт-центра «Пушкинская, 10». С 1999 года его работы неоднократно выставлялись на аукционах Sotheby's и Phillips de Pury.
В 2008 году он стал самым молодым художником, удостоенным персональной выставки в Мраморном дворце Русского музея.
Участник первой и третьей Московских биеннале современного искусства.
В 2009 году был номинирован на премию Кандинского в категории «Проект Года».
В 2013 году его проект «I believe in angels» был представлен на 55-й Венецианской биеннале.
Искусствовед Александр Боровский о выставке Шорина в Русском музее:
Шоринские персонажи – не героини глянца: они угловаты, диковаты и неухожены, у них ссадины на коленках и дырки на носках. Чего у них не отнять – сексуальности, которая, честно говоря, в современном русском искусстве, – редкая гостья. Тем более сексуальность естественная, не нагнетаемая искусственным путём.

### Хронология выставок
- 2021 — «На Cледующий День» / “A Következő Napon”, ЦСИ им. С. Курехина, Miskolci Galéria.
- 2020 — «Сегодня — прошлое Завтра», Государственный музей изобразительных искусств Республики Татарстан. Казань, Россия.
- 2019 — «Сван и Одетта» (совместно с Евой Шориной), Новый Музей. Санкт-Петербург, Россия.
- 2019 — «Пластическая масса», Мраморный дворец. Санкт-Петербург, Россия.
- 2018 — «Апология заблуждений», ММоМА, Галерея Файн Арт. Москва, Россия.
- 2018 — “Scarlet”, Государственный музей искусств им. А. Кастеева. Алма-Ата, Казахстан.
- 2015 — «Аналог Божества», Эрарта. Санкт-Петербург, Россия.
- 2014 — «К полёту готов?», Московский музей современного искусства. Москва, Россия.
- 2013 — ”I believe in Angels”, Erarta Gallery. Лондон, Великобритания.
- 2013 — ”I believe in Angels”, Erarta Gallery. Нью-Йорк, США.
- 2013 — ”I believe in Angels”, Erarta Gallery. Цюрих, Швейцария.
- 2013 — «Рожденные летать и… ползать», Корпус Бенуа. Санкт-Петербург, Россия.
- 2012 — «Мы (не) одни», Эрарта. Санкт-Петербург, Россия.
- 2012 — Царицыно. Москва, Россия.
- 2011 — «Праздники», Московский музей современного искусства. Москва, Россия.
- 2011 — «Окна и двери», Государственный Русский музей. Санкт-Петербург, Россия.
- 2009 — «Автопортрет», Московский музей современного искусства. Москва, Россия.
- 2008 — Selection Art Moscow 2008. Современные перспективы, Усадьба Муравьевых-Апостолов. Москва, Россия.
- 2001 — Музей нонконформистского искусства, Пушкинская, 10 (арт-центр). Санкт-Петербург, Россия

- 2019 — Флорентийская биеннале, посвященная 500-летию со дня смерти Леонардо да Винчи. Флоренция, Италия
- 2013 — 55 Венецианская биеннале, Палаццо Бембо. Венеция, Италия
- 2009 — «Рабочий стол: Война и мир». Выставка в рамках параллельной программы III Московская биеннале современного искусства, Галерея Файн Арт. Москва, Россия
- 2005 — «Лучшие друзья девушек», Выставка в рамках параллельной программы I Московская биеннале современного искусства, Галерея Файн Арт. Москва, Россия
- 2004 — АртКлязьма, Московская область, Россия
- 2003 — АртКлязьма, Московская область, Россия
- 1996 — Выставка в защиту Арт-центра [Пушкинская,10] в рамках IV Биеннале Санкт-Петербурга, [Музей Анны Ахматовой], [Фонтанный дом]. Санкт-Петербург, Россия

- 2025 – «Два неба» (совместно с Андреем Двином), Галерея Гридчинхолл, Московская область
- 2023 — «В Москву сегодня и обратно». Москва, Россия.
- 2023 – «Два мира» (совместно с Андреем Двином), Галерея Гридчинхолл, Московская область
- 2020 — «Воздух», Space U. Москва, Россия.
- 2020 — «Сегодня — прошлое Завтра», Государственный музей изобразительных искусств Республики Татарстан. Казань, Россия.
- 2019 — «Сван и Одетта» (совместно с Евой Шориной), Новый Музей. Санкт-Петербург, Россия.
- 2019 — «Истории леса», Ural Vision Gallery. Екатеринбург, Россия.
- 2018 — “Scarlet”, Государственный музей искусств им. А. Кастеева. Алма-Ата, Казахстан.
- 2018 — «Под вечным небом», Ural Vision Gallery. Будапешт, Венгрия.
- 2018 — «Апология заблуждений», Галерея Файн Арт. Москва, Россия.
- 2015 — «2 Я», Галерея Файн Арт. Москва, Россия.
- 2015 — «Аналог Божества», Эрарта. Санкт-Петербург, Россия.
- 2014 год (Санкт-Петербург) — Over, совместный проект с Владимиром Королюком, Savina Gallery[13]
- 2014 год (Москва) — «Лебединая верность», галерея «Файн Арт»[14]
- 2013 год (Москва) — «Личное пространство», галерея «Файн Арт»[15]
- 2013 год (Лондон, Великобритания) — I believe in angels, Erarta Gallery[16]
- 2013 год (Нью-Йорк, США) — I believe in angels, Erarta Gallery[17]
- 2013 год (Цюрих, Швейцария) — I believe in angels, Erarta Gallery[18]
- 2012 год (Санкт-Петербург) — «Мы (не) одни», музей современного искусства «Эрарта»[19]
- 2011 год (Москва) — «Цветы и самолёты», галерея «Файн Арт»[20]
- 2011 год (Москва) — Галерея искусств Зураба Церетели
- 2011 год (Москва) — «Праздники», Московский музей современного искусства[21]
- 2010 год (Москва) — «Маленькие радости», Галерея «Файн Арт»[22]
- 2010 год (Санкт-Петербург) — «Лётное поле», совместный проект с Сергеем Шнуровым, AL Gallery[23]
- 2009 год (Париж, Франция) — La rose des vents, Galerie Stanislas Bourgain[24]
- 2009 год (Санкт-Петербург) — «Птичий базар», совместный проект с Д. Провоторовым, AL Gallery
- 2009 год (Москва) — «Рабочий стол: Война и мир», выставка в рамках параллельной программы 3 Московская биеннале современного искусства, галерея «Файн Арт»[25]
- 2008 год (Санкт-Петербург) — «Дмитрий Шорин в Русском музее», выставка в Мраморном дворце Государственного Русского музея[26][27]
- 2008 год (Москва) — «Ветер», галерея «Файн Арт»[28]
- 2007 год (Москва) — «Частитела», галерея «Файн Арт»[29]
- 2006 год (Москва) — «Раз не навсегда», галерея «Файн Арт»[30]
- 2006 год (Зальцбург, Германия) — Russia Fly By[31]
- 2005 год (Москва) — «Аэроклуб», галерея «Файн Арт»[32]
- 2005 год (Москва) — «Манекены», совместный проект с Д. Провоторовым, галерея «Файн Арт»[33]
- 2005 год (Москва) — «Лучшие друзья девушек», выставка в рамках параллельной программы первой Московской биеннале современного искусства, галерея "Файн Арт"[9]
- 2004 год (Москва) — «Аппетит», галерея «Файн Арт»[34]
- 2004 год (Москва) — «Выставка одного портрета» Романа Абрамовича, галерея «Файн Арт»[35]
- 2003 год (Москва) — «Девочки из соседнего дома», галерея «Файн Арт»[36]
- 2003 год (Санкт-Петербург) — Галерея «Борей»[37]
- 2003 год (Москва) — Культурный центр «Дом»[32]
- 2000 год (Москва) — Культурный центр «Дом»[32]
- 2000 год (Санкт-Петербург) — Галерея «Борей»[32]
- 1996 год (Санкт-Петербург) — Галерея 21, Арт-центр «Пушкинская 10»[32]

## Галерея
- Седьмое небо. 2007 год.
- 3D. 2010 год.
- Гермес и Афродита. 2014 год.

## Семья
Женат, имеет двух дочерей.